# Calliphora prosternalis
Calliphora prosternalis este o specie de muște din genul Calliphora, familia Calliphoridae, descrisă de Malloch în anul 1934. Conform Catalogue of Life specia Calliphora prosternalis nu are subspecii cunoscute.